# Carel Godin de Beaufort

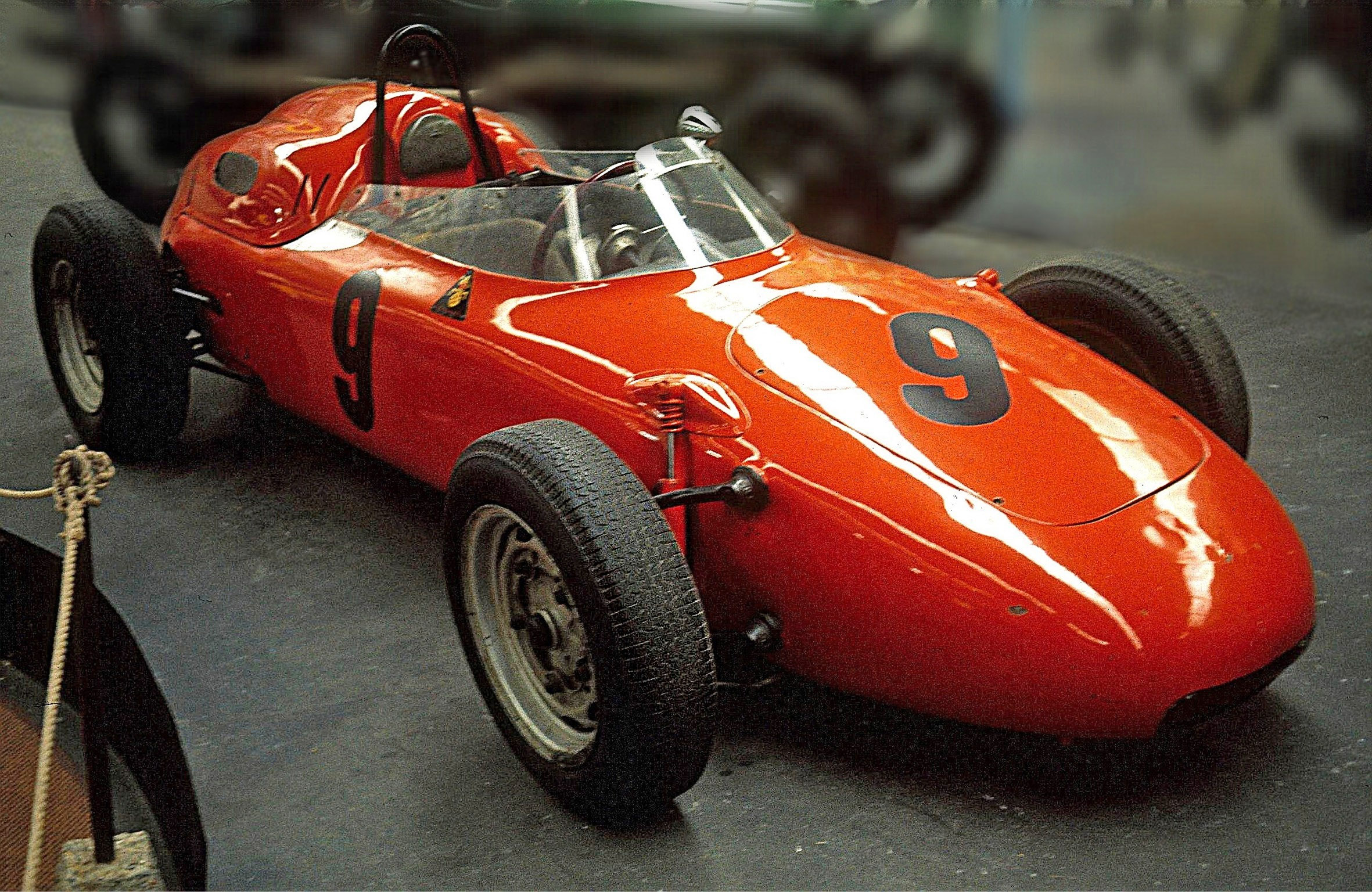
Porsche 718 de Ecurie Maarsbergen en un museo.

Karel Pieter Antoni Jan Hubertus Godin de BeaufortCarel, Jonkheer, (Maarsbergen, provincia de Utrecht, Países Bajos; 10 de abril de 1934-Colonia, Alemania Occidental; 2 de agosto de 1964), más conocido como Carel Godin de Beaufort, fue noble aristócrata y piloto de automovilismo neerlandés. Participó en 31 carreras de Fórmula 1, muriendo un entrenamientos previos a un Gran Premio de 1964.

## Carrera
Miembro de una familia aristócrata de la nobleza, Carel comenzó su carrera deportiva en el rally en mediados de los 50. Pronto debutó en Fórmula 1 (aunque con un monoplaza de Fórmula 2 en sus inicios) con una escudería propia llamada Ecurie Maarsbergen, que tenía bases en el motel de la familia en el pueblo del mismo nombre, alquilando monoplazas a Porsche.
En 1957 y 1958, alcanzó una victoria y otro podio en la categoría S 1.5 de las 24 Horas de Le Mans; primero junto a Ed Hugus en un Porsche propiedad de este, y luego en uno de Maarsbergen con Herbert Linge.
En 1959 logró la victoria en clase en las 12 Horas de Sebring con un Porsche 356 copilotado con Huschke von Hanstein. Ese mismo año, en una carrera de deportivos en AVUS, tuvo un accidente similar al que le costaría la vida a Jean Behra, despegando del pedalte y cayendo detrás  sin dañar el monoplaza. Volvió a la pista pero fue excluido de la competencia por los comisarios. El accidente de Behra fue una vuelta más tarde.
Durante 1962 y 1963, Godin de Beaufort logró sus mejores resultados en Fórmula 1, sumando puntos en cuatro ocasiones, además de podios en carreras no puntuables. Durante estos años, Godin de Beaufort firmó un contrato publicitario con la aerolínea Pan Am, uno de los primeros en la historia del campeonato.
Para el año siguiente, este piloto disminuyó su número de carreras. A principios de año solo corrió el Gran Premio de F1 nacional, y no participó en Le Mans a pesar de estar inscrito.

### Muerte
Carel Godin de Beaufort murió en el Gran Premio de Alemania de 1964. Durante las prácticas, perdió el control de su Porsche 718 en la curva Bergwerk. Salió expulsado del monoplaza y sufrió importantes lesiones en el cráneo y vértebras. Murió un día más tarde en la clínica de neurocirugía de la Universidad de Colonia. Fue inhumado en Maarsbergen.

## Resultados

### 24 Horas de Le Mans
| Año     | Equipo                        | Copilotos        | Automóvil              | Clase  | Vueltas | Pos. | Pos. Clase |
| ------- | ----------------------------- | ---------------- | ---------------------- | ------ | ------- | ---- | ---------- |
| 1956    | Wolfgang Seidel               | Mathieu Hezemans | Porsche 550A/4 RS      | S 1.6  | 48      | DNF  | DNF        |
| 1957    | E. Hugus                      | Ed Hugus         | Porsche 550A RS        | S 1.5  | 286     | 8.º  | 1.º        |
| 1958    | Baron Carel Godin de Beaufort | Herbert Linge    | Porsche 550 RS         | S 1.5  | 288     | 5.º  | 2.º        |
| 1959    | Baron Carel Godin de Beaufort | Christian Heins  | Porsche 718 RSK        | S 1.5  | 186     | DNF  | DNF        |
| 1960    | Baron Carel Godin de Beaufort | Richard Stoop    | Porsche 718 RS 60      | S 1.6  | 180     | DNF  | DNF        |
| 1962    | Porsche System Engineering    | Ben Pon          | Porsche 356B Abarth    | GT 1.6 | 35      | DNF  | DNF        |
| 1963    | Porsche System Engineering    | Gerhard Koch     | Porsche 356B 2000GS GT | GT 2.0 | 94      | DNF  | DNF        |
| Fuente: |                               |                  |                        |        |         |      |            |

### Fórmula 1
(Clave) (negrita indica pole position) (cursiva indica vuelta rápida)

| Año     | Escudería          | 1     | 2       | 3      | 4       | 5      | 6        | 7       | 8         | 9      | 10     | 11  | Pos. | Puntos |
| ------- | ------------------ | ----- | ------- | ------ | ------- | ------ | -------- | ------- | --------- | ------ | ------ | --- | ---- | ------ |
| 1957    | Ecurie Maarsbergen | ARG   | MON     | 500    | FRA     | GBR    | GER 14F2 | PES     | ITA       |        |        |     | NC   | 0      |
| 1958    | Ecurie Maarsbergen | ARG   | MON     | NED 11 | 500     | BEL    | FRA      | GBR     | GER RetF2 | POR    | ITA    | MAR | NC   | 0      |
| 1959    | Ecurie Maarsbergen | MON   | 500     | NED 10 |         |        |          |         |           |        |        |     | NC   | 0      |
| 1959    | Scuderia Ugolini   |       |         |        | FRA 9   | GBR    | GER      | POR     | ITA       | USA    |        |     | NC   | 0      |
| 1960    | Ecurie Maarsbergen | ARG   | MON     | 500    | NED 8   | BEL    | FRA      | GBR     | POR       | ITA    | USA    |     | NC   | 0      |
| 1961    | Ecurie Maarsbergen | MON   | NED 14  | BEL 11 | FRA Ret | GBR 16 | GER 14   | ITA 7   | USA       |        |        |     | NC   | 0      |
| 1962    | Ecurie Maarsbergen | NED 6 | MON DNQ | BEL 7  | FRA 6   | GBR 14 | GER 13   | ITA 10  | USA Ret   | RSA 11 |        |     | 16.º | 2      |
| 1963    | Ecurie Maarsbergen | MON   | BEL 6   | NED 9  | FRA     | GBR 10 | GER Ret  | ITA DNQ | USA 6     | MEX 10 | RSA 10 |     | 14.º | 2      |
| 1964    | Ecurie Maarsbergen | MON   | NED Ret | BEL    | FRA     | GBR    | GER DNS  | AUT     | ITA       | USA    | MEX    |     | NC   | 0      |
| Fuente: |                    |       |         |        |         |        |          |         |           |        |        |     |      |        |